# 葉梨康弘
葉梨 康弘（はなし やすひろ、1959年〈昭和34年〉10月12日 - ）は、日本の政治家、元警察官僚。自由民主党所属の衆議院議員（7期）、自由民主党国会対策委員会副委員長。パチンコチェーンストア協会政治分野アドバイザー、IR議連副幹事長、自民党パチンコ議連事務局次長。
法務大臣（第106代）、農林水産副大臣（菅義偉内閣）、自民党総務部会長、法務副大臣兼内閣府副大臣（第2次安倍改造内閣・第3次安倍内閣、第3次安倍第3次改造内閣・第4次安倍内閣）、衆議院法務委員長を歴任した。
養父は自治大臣、国家公安委員会委員長、衆議院議員を歴任した葉梨信行（結婚時に信行と養子縁組した）。養祖父は中央新聞、日本電報通信社電通の記者を経て衆議院議員を務めた葉梨新五郎。旧姓は渡邉（わたなべ）。

## 来歴
東京都三鷹市出身、現住所は茨城県取手市新町1丁目。父は医師の渡邉武治。東京教育大学附属駒場高等学校、東京大学法学部卒。
1982年、警察庁入庁。警察庁刑事局防犯課、岩手県警察本部刑事部捜査第二課長、兵庫県警察本部刑事部捜査第二課長、外務省在インドネシア日本国大使館一等書記官を歴任。
衆議院議員の葉梨信行の娘と結婚し、信行と養子縁組した。
1999年、警察庁を警視正で退職して3月に葉梨信行の秘書となる。

### 衆議院議員
2003年第43回衆議院議員総選挙に茨城3区から葉梨信行の後継として立候補して初当選する。
2005年第44回衆議院議員総選挙で再選され、自由民主党畜産酪農対策小委員会委員長・農林部会部会長代理を歴任する。
2009年、8月に第45回衆議院議員総選挙で茨城3区から立候補するが落選。
2012年、12月に第46回衆議院議員総選挙で茨城3区から立候補して当選。2013年9月、財務大臣政務官。
2014年、9月4日に第2次安倍改造内閣で法務副大臣、9月12日に内閣府副大臣兼務。12月に第47回衆議院議員総選挙で茨城3区から立候補して4選。
2016年、1月 衆議院法務委員長、8月 自民党総務部会長。
2017年、8月7日に第3次安倍第3次改造内閣で法務副大臣兼内閣府副大臣、10月に第48回衆議院議員総選挙で茨城3区から立候補して5選。
2018年、10月 衆議院法務委員長。
2020年、9月18日 菅義偉内閣で農林水産副大臣。
2021年、10月31日 第49回衆議院議員総選挙で6選。

### 法務大臣
2022年8月10日発足第2次岸田第1次改造内閣で法務大臣として初入閣した。
11月9日に武井俊輔の政治資金パーティーで「法務大臣は死刑のはんこを押す地味な役職」「統一教会に抱きつかれてテレビに顔が出た」「法相になっても金にも票にも縁がない」と発言（後述）。これらの発言は即日報道されて社会問題となった。11月11日に岸田文雄首相へ法務大臣の辞表を提出して受理され、事実上の更迭となる。後任に元農林水産大臣の齋藤健が起用された。在任中は死刑執行命令を発しなかった。
2024年10月27日第50回衆議院議員総選挙で7選される。

## 政策・主張

### 憲法
- 憲法改正について、2021年のアンケートで「賛成」と回答する[22]。
- 憲法9条への自衛隊の明記について、2021年のアンケートで「賛成」と回答[23]。
- 憲法を改正し緊急事態条項を設けることについて、2021年の毎日新聞社のアンケートで選択肢以外の回答をした[24]。

### 外交・安全保障
- 「他国からの攻撃が予想される場合には敵基地攻撃もためらうべきではない」との問題提起に対し、2021年のアンケートで「どちらとも言えない」と回答[22]。
- 「北朝鮮に対しては対話よりも圧力を優先すべきだ」との問題提起に対し、2021年のアンケートで「どちらかと言えば賛成」と回答[22]。
- 普天間基地の辺野古移設について、2021年のアンケートで「どちらかと言えば賛成」と回答[22]。
- 徴用工訴訟などの歴史問題をめぐる日韓の関係悪化についてどう考えるかとの問いに対し、2021年の毎日新聞社のアンケートで「政府の今の外交方針でよい」と回答[24]。

### ジェンダー
- 選択的夫婦別姓制度の導入について、2021年のアンケートで「どちらかと言えば賛成」と回答[22]。
- 同性婚を可能とする法改正について、2021年の朝日新聞社のアンケートで「どちらとも言えない」と回答[22]。同年のNHKのアンケートで「どちらかといえば反対」と回答[23]。「同性婚を制度として認めるべきだと考るか」との2021年の毎日新聞社のアンケートに対し、選択肢以外の回答をした[24]。
- 「LGBTなど性的少数者をめぐる理解増進法案を早期に成立させるべきか」との問題提起に対し、2021年のアンケートで「どちらかと言えば賛成」と回答[22]。
- クオータ制の導入について、2021年のアンケートで「どちらかと言えば賛成」と回答[23]。

### その他
- 「原子力発電への依存度について今後どうするべきか」との問題提起に対し、2021年のアンケートで「現状を維持すべき」と回答[23]。
- 新型コロナウイルス対策として、消費税率の一時的な引き下げは、2021年のアンケートで「必要でない」と回答[23]。
- 森友学園への国有地売却をめぐる公文書改竄問題で、2021年5月6日、国は「赤木ファイル」の存在を初めて認めた[25]。5月13日、菅義偉首相はファイルの存在を踏まえた再調査を行わない考えを報道各社に書面で示した[26]。9月の自民党総裁選挙で総裁に選出された岸田文雄も10月11日、衆議院本会議の代表質問で再調査の実施を否定した[27]。国の対応をどう考えるかとの同年の毎日新聞社のアンケートに対し、選択肢以外の回答をした[24]。

## 人物・不祥事

### 統一教会との関係
- 2008年、統一教会の関連団体の世界日報社が発行する月刊誌「ビューポイント」に葉梨のインタビュー記事が掲載された[28]。
- 2022年8月10日に第2次岸田改造内閣が発足。葉梨は法務大臣就任時において、統一教会との関わりはないと否定した[28]。8月15日に閣議後記者会見で、前述のインタビュー記事掲載の旨を明らかにした[29]。統一教会問題について、自らの主宰で関係省庁連絡会議を設置すると明らかにした。被害者救済に連携して取り組むと述べた[30]。
- 2022年9月14日、BS-TBS報道1930で、自民党をめぐる統一教会問題について触れ、「知らないとか忘れたとか、一般の社会でもよくあること」などと述べた。この発言を受けて、TwitterなどのSNSで物議を醸した。

### 「死刑のはんこを押す地味な役職」発言
2022年11月9日夜、外務副大臣の武井俊輔が「衆議院議員武井俊輔君と『正姿勢』で明るい『みらい』を創る会」と題する政治資金パーティーを開催。このパーティーで葉梨が述べた以下の3つの発言が問題視された。
11月9日21時台、読売新聞や西日本新聞など大手メディアは葉梨の発言をすぐに報道。日本共産党書記局長の小池晃は自身のツイッターに「言語道断の大暴言。岸田首相は即座に更迭すべき」と投稿した。
11月10日8時30分頃、松野博一官房長官に呼ばれた葉梨は首相官邸に到着。松野は「軽率な言動がないようにしてほしい」と葉梨を注意した。面会後、葉梨は記者団に対し、発言の撤回や辞任の考えはないと答えた。その際、9日の発言をまとめた紙を読み上げた。「一部切り取られたことがあったとしても、（自身の発言は）気をつけていかなければならない」と述べ、報道に不満をにじませた。記者がICレコーダーを差し出すと、「ちょっと、紙が読めないんだよ」と言って記者の手を払いのけた。
葉梨の発言問題は、法務省が所管する法案の審議に影響を及ぼした。10日の参議院法務委員会は、当初の予定よりも質疑の開始時間が約50分遅れた。裁判官と検察官の給与を見直す2法案については10日だけで質疑が終わらず、15日以降に持ち越しとなった。「嫡出推定制度」の見直しなどを柱とする民法改正案は10日の衆議院本会議で採決が行われる予定であったが、先送りされた。自民党の茂木敏充幹事長らから撤回の助言を受けた葉梨は、法務委員会の冒頭で、問題となった自身の発言のうち、「死刑のはんこ」は撤回すると述べた。
11月10日13時10分頃、記者団の取材に応じ、「法相になってもお金は集まらない」については撤回しないと述べた。
11月10日、立憲民主党政調会長の長妻昭は記者会見で「許されるものではない」と述べ、辞任を求めた。各野党からの辞任要求に対し、岸田首相は葉梨を交代させない考えを示した。
野党ばかりでなく、党内からも辞任要求の声は上がった。同日、岸田首相に近い閣僚経験者は「何を考えているのか。辞めさせないとダメだ」と批判した。自民党総務会長の遠藤利明は党の会合で「岸田文雄政権を支えようと言っているときに、肝心の（首相が会長を務める）宏池会でそういう発言あるのは大変、不愉快だ」と述べた。
葉梨の就任後、統一教会に関する政府の合同電話相談窓口が設置された。対応するのは関係省庁連絡会議で、会議の主宰は法務大臣が司ることとなった。被害者救済につなぐ重要な役割を担う組織とされる。「統一教会の問題に抱きつかれてしまい、私の顔もいくらかテレビに出るようになった」との発言に対し、全国霊感商法対策弁護士連絡会の井筒大介弁護士は「ひとごとのように聞こえる。やる気が感じられない」と批判した。 
同日、自民党関係者の証言により、葉梨は10月31日に東京都内で開かれた岸田派議員2人のパーティーに出席し、それぞれのパーティーの挨拶で、「法相がテレビに出るのはだいたい死刑執行のはんこを押した次の日の昼ニュース」「死刑のはんこを押した昼のNHKぐらい」と語っていたことが明らかとなった。会場からは笑い声が漏れた。
11月11日午前、葉梨は参議院法務委員会で、都内の政治資金パーティーであわせて4回、地元の会合でも、前述の発言をしたことを明らかにした。週刊誌を含む複数のメディアは「笑いをとるための『鉄板ネタ』だったのか」と揶揄した。
11月11日午前、立憲民主党の川田龍平は参議院本会議で葉梨の進退について岸田首相に質問。岸田は「職責の重さを自覚し、説明責任を徹底的に果たしてもらわなければならない」と述べ、改めて更迭を否定した。ASEAN関連首脳会議出席のためカンボジアに向けて政府専用機で羽田空港を出発することになっていた岸田は、11月11日13時30分頃、自民党幹部に電話をかけ「葉梨さんを更迭することにしました」と言った。葉梨更迭の意向を固めた岸田の外遊は、出発直前に12日に延期された。
11月11日、葉梨は辞表を岸田に提出し、受理された。辞表提出後の記者団の囲み取材で葉梨は「死刑という文言を軽率にも扱い、国民に不快な思いをさせた。昨晩、出処進退を含めて岸田総理大臣と相談し、きょう辞表を提出した」「国民、法務省職員に不快な思いをさせた。国会日程にも影響を与え、内閣にも迷惑をかけた」と釈明した。岸田も「法務行政の根幹に関わる制度についての軽率な発言によって、法務行政に対する国民の信頼を損ねたこと、また旧統一協会による被害者救済に政府をあげて取り組む中、その重責の一端を担う法務大臣の発言によって重要政策の審議などに遅滞が生じることを考慮し、辞任の申し出を認めました」と事実上の更迭であることを認めた。

### その他
- 平沢勝栄らと同様に警察庁キャリア官僚出身で、パチンコ業界と関連が深い、茨城県のパチンコ業者団体主催の新年祝賀会に出席した[55]。
- トラック業者の業界団体である道路運送経営研究会から献金を受けている[56]。
- 自民党遊技業振興議員連盟事務局次長を務め、「これまで遊技業界に関心のなかった国会議員などの理解を深め、パチンコ業界の位置づけを真剣に考えていく」として、自民党の「遊技業等の営業の健全化に関するプロジェクト会議」を立ち上げた[57][58]。パチンコチェーンストア協会の政治分野アドバイザーを務める[59]。
- 2009年6月26日、法務委員会の児童買春・児童ポルノ処罰法改正案の答弁において、写真集「Santa Fe」について「児童ポルノかも分からないなという意識のあるものについては、やはり廃棄をしていただくのが当たり前だと思います」との発言をした。後にこの件を振り返って「娘（3女の父）を持つ父親なら誰でもそう思うだろう」と言っている。改正案の定義について「芸術性は考慮しない」と回答し、その上で電子メールの添付ファイルを「開かなくても児童ポルノかわかる」、「警察が冤罪を起こすはずがない」趣旨で発言をし、同時期に問題となった足利事件との関連より、冤罪に対する認識の低さの表れであると、改正案に反対する人々からの反発を受けた[60][61]。
- 2011年1月14日、ホームページ上のコラムを更新。「昨年、柳田元法相が、「法務大臣は楽な仕事。国会答弁は、『個別事案の答弁は差し控える』と『法と証拠に基づき適正にやっている』という2つのフレーズでOK。」と発言して顰蹙を買い、辞職したことは記憶に新しい」と記し[62]、法相の職務を軽視する発言をし、辞任に追い込まれた民主党の柳田稔を批判した。しかし、皮肉なことに、コラムの掲載から11年以上経った2022年11月、葉梨は前述の通り、法相の職務を軽視する発言をし、辞任に追い込まれた[63][64]。
- 2017年3月23日、学校法人森友学園の籠池泰典の証人喚問で、葉梨は、籠池が安倍昭恵の担当職員に宛てた陳情の手紙を示して追及した[65]。4月1日深夜、ホームぺージの「目で見る活動日誌」コーナーを更新。「3月23日の証人尋問を行って以来、私に対する誹謗中傷も多くなっているようです。言いがかりの類いで、同じ土俵に乗るつもりはありません」と綴った。その上で「今日は、その手の人たちから、事実と異なるカツラ疑惑だとかなんとか言われているらしいので、洗髪直後の写真をアップします」と述べ、自身の写真を証拠として掲載した。ところが、地元支持者から「真面目な国政報告をしてきたホームぺージなのに違和感がある」「先生のイメージを損ねる」などの指摘を受け、数日中に写真を削除した[66]。
- 2008年4月30日、ガソリン国会で国会が混乱する中で、民主党の若手議員の服を破ったなどとして、同年5月2日に民主党から懲罰動議を出された[67]。
- 葉梨の資金管理団体「信和政経懇話会」が支出ゼロの会合費として556万の収入を計上したり、商品をクレジットカードで購入した際に、支出を二度したように計上することを続けて架空の支出を毎年計上していたことが、政治資金収支報告書の記載から明らかになった[68]。

## 選挙
| 当落 | 選挙                   | 執行日         | 年齢 | 選挙区  | 政党       | 得票数     | 得票率 | 定数 | 得票順位 /候補者数 | 政党内比例順位 /政党当選者数 |
| ---- | ---------------------- | -------------- | ---- | ------- | ---------- | ---------- | ------ | ---- | ------------------ | ---------------------------- |
| 当   | 第43回衆議院議員総選挙 | 2003年11月09日 | 44   | 茨城3区 | 自由民主党 | 10万2315票 | 48.92% | 1    | 1/3                | /                            |
| 当   | 第44回衆議院議員総選挙 | 2005年09月11日 | 45   | 茨城3区 | 自由民主党 | 11万3977票 | 46.82% | 1    | 1/5                | /                            |
| 落   | 第45回衆議院議員総選挙 | 2009年08月30日 | 49   | 茨城3区 | 自由民主党 | 10万3228票 | 40.13% | 1    | 2/3                | /                            |
| 当   | 第46回衆議院議員総選挙 | 2012年12月16日 | 53   | 茨城3区 | 自由民主党 | 11万3158票 | 50.86% | 1    | 1/4                | /                            |
| 当   | 第47回衆議院議員総選挙 | 2014年12月14日 | 55   | 茨城3区 | 自由民主党 | 12万500票  | 57.64% | 1    | 1/3                | /                            |
| 当   | 第48回衆議院議員総選挙 | 2017年10月22日 | 58   | 茨城3区 | 自由民主党 | 11万3068票 | 57.04% | 1    | 1/3                | /                            |
| 当   | 第49回衆議院議員総選挙 | 2021年10月31日 | 62   | 茨城3区 | 自由民主党 | 10万9448票 | 53.59% | 1    | 1/3                | /                            |
| 当   | 第50回衆議院議員総選挙 | 2024年10月27日 | 65   | 茨城3区 | 自由民主党 | 8万3667票  | 42.11% | 1    | 1/5                | /                            |

## 所属団体・議員連盟
- 自民党たばこ議員連盟[69]
- 神道政治連盟国会議員懇談会[70]
- 日本会議国会議員懇談会
- 自民党遊技業振興議員連盟（事務局次長）
- 日韓議員連盟
- 再チャレンジ支援議員連盟
- TPP交渉における国益を守り抜く会
- つくばエクスプレス (TX) 利用・建設促進議員連盟（事務局長）
- 運動器の健康増進・健康寿命の延伸をはかる議員連盟（事務局長）
- パチンコチェーンストア協会
- 日本の死刑制度の今後を考える議員の会[71]